# 泉州晋江SM国际广场
泉州晋江SM国际广场，简称晋江SM广场。为晋江市的首个综合性大型商场，总面积约17万平方米。而在商业部分开业前，该商场曾作为会展场地使用。

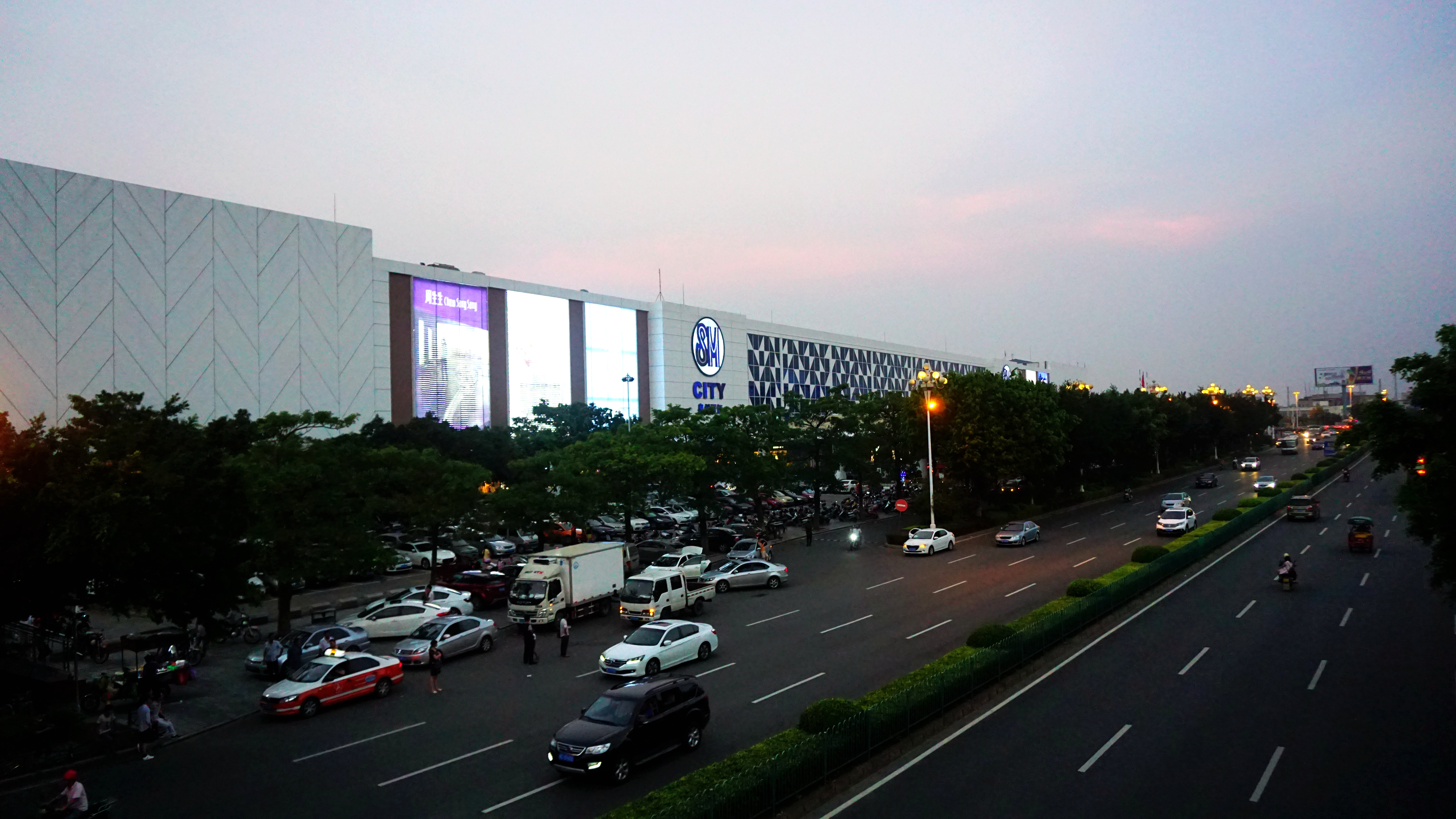
晋江SM广场

## 历史
- 2005年11月26日，泉州晋江SM国际广场商业部分开业。引入沃尔玛及莱雅百货等商户，并成为当年泉州地区规模最大，招商水平最先进的商场。[2]
- 2006年10月28日，时任菲律宾总统阿罗约访问晋江SM广场[3]
- 2006年11月1日，泉州公交801(现K604路)正式开通。并以该广场作为线路终点站至2021年6月23日。[4]
- 2021年3月18日，因迎接世中运需要，晋江市政府于晋江SM广场设置世中运晋江V站一座。[5]
- 2021年6月22日-7月1日，因晋江SM广场收回原公交SM东站场地并计划改为他用，自该日起K604路，晋江1、8、10、19、20、22、30、45路、新塘园专线取消停靠本站。[6]

## 接驳交通

### 公交
- SM广场（华泰小区）

晋江公交：1路、2路、5路、6路、10路、19路、20路、32路、33路、45路、46路、47路、S1路、新塘园区专线
泉州公交：K901路、K902路